# 福井市国見小学校
福井市国見小学校（ふくいし くにみしょうがっこう）は、福井県福井市にある公立小学校。

## 通学区域
- 鮎川町、大丹生町、国見町、小丹生町、白浜町[1]

## 進学先中学校
- 福井市国見中学校

## アクセス
- 北陸新幹線・ハピラインふくい線・えちぜん鉄道勝山永平寺線 福井駅より、 京福バス 10・15系統（越前海岸ブルーライン線）「波の華」行に乗車し、「国見小学校前」下車。
- E8 北陸自動車道 福井北ICから、国道416号・国道305号経由 約32 km。
- E67 中部縦貫自動車道 松岡ICから、国道416号・国道305号経由 約33 km。